# Natalia Humeniuk
Natalia Petrivna Humeniuk (ukrajinsky: Naталія Петрівна Гуменюк, * 1983) je ukrajinská novinářka a spisovatelka, která se specializuje na zahraniční vztahy a zpravodajství o konfliktech.
Studovala na Institutu žurnalistiky Kyjevské univerzity a na univerzitě ve švédském Örebro. Pracovala jako mezinárodní novinářka na televizních stanicích K1, New Channel, ICTV a Inter a jako vedoucí mezinárodního oddělení Inter. Zabývala se událostmi ve 40 zemích světa, včetně Číny, Indie, Íránu, Kuby, Gruzie a Srbska. Byla první ukrajinskou novinářkou, která stážovala během Valného shromáždění OSN. Stážovala také v řadě západních médií, včetně programu HardTalk BBC World Service a také v denících Guardian a Independent.
Za úspěchy v žurnalistice se v roce 2009 stala laureátkou ceny Anatoly Moskalenko Journalism Development Foundation. Je spoluzakladatelkou a výkonnou ředitelkou Public Interest Journalism Lab a spoluzakladatelkou nezávislého média Hromadske Television. Je autorkou několika knih.

## Biografie
Natalia Humeniuk se narodila v roce 1983 v Birobidžanu. Absolvovala bakalářské studium na Institutu žurnalistiky Kyjevské národní univerzity Tarase Ševčenka (2000-2004). Magisterský titul v oboru mezinárodní žurnalistika získala na švédské univerzitě v Örebro (2005-2006).
Absolvovala kurz "Mezinárodní mediální systémy" na žurnalistické škole Mohyla v Kyjevě. V letech 2002–2004 byla šéfredaktorkou nezávislých studentských novin Naša Sprava a působila jako zahraniční reportérka na televizních kanálech Novyi Kanal (2002–2003), 5 Kanal (2003) a v pořadu ICTV zaměřeném na kontrolu faktů (2003–2004). V roce 2004 pracovala pro tiskovou agenturu ProfiTV News Agency. V letech 2005–2007 působola jako vedoucí mezinárodního oddělení, zvláštní zpravodajka a moderátorka reportáží na stanici K1. Od roku 2007 do 2009 vedla mezinárodní oddělení kanálu Inter, kde také působila jako zvláštní zpravodajka. Jako vedoucí oddělení byla zodpovědná za zpravodajství o válce v Jižní Osetii v srpnu 2008, za což byl Inter v následujícím roce poprvé v historii ukrajinské žurnalistiky nominován na mezinárodní cenu Emmy v kategorii zpravodajství. Téhož roku Humeniuk absolvovala stáže v BBC World News (pořad HARDtalk) a v denících The Guardian a The Independent.
Na konci roku 2009 byla bez vysvětlení propuštěna z televizní stanice Inter, což vyvolalo vlnu pobouření mezi jejími kolegy, kteří shromáždili více než 70 podpisů na její podporu. Někteří novináři podali z vlastní vůle také výpověď. Humeniuk poté zůstala na volné noze.
V letech 2010–2011 byla šéfredaktorkou projektu "Naši" na stanici Inter, jehož náplní bylo patnáct televizních pořadů o Ukrajincích, kteří z různých důvodů opustili Ukrajinu a stali se úspěšnými v zahraničí, mj. v Norsku, Brazílii, Jihoafrické republice, Indii a Číně. Humeniuk se podílela i na hledání sponzorů projektu.

### Reportáž z arabského jara
Po skončení projektu "Naši" se Humeniuk vydala na vlastní náklady na cestu na Blízký východ, aby informovala o událostech arabského jara. Své zkušenosti a postřehy z této cesty shrnula v knize Majdan Tahrír.
Pracovala jako zahraniční externistka především pro ukrajinská periodika, jako The Ukrainian Week, Ukrajinska Pravda, Esquire Ukraine a studio 1+1, pro rádio Voice of the Capital a také pro některá zahraniční média, jako OpenDemocracy Russia (Velká Británie), RTL-Netherlands a M6 (Francie).

### Hromadske TV
V roce 2013 se Humeniuk stala jednou z iniciátorek vzniku nezávislé internetové televize Hromadske. Vedla anglickojazyčnou verzi televize Hromadske International. V květnu 2015 byla zvolena do čela nevládní organizace Hromadske TV. V únoru 2020 ze společnosti odešla, aby projevila nesouhlas s neprodloužením smlouvy s šéfredaktorkou Hromadske Anhelinou Karyakinou.
Během svého působení v Hromadske se věnovala zpravodajství o válce na východní Ukrajině, okupaci Krymu a také mezinárodním vztahům. Byla moderátorkou anglickojazyčného pořadu The Sunday Show, který vysvětloval situaci ve východní Evropě pro mezinárodní publikum. V únoru 2020 vydala na základě šesti let cest na okupovaný poloostrov knihu Загублений острів. Книга репортажів з окупованого Криму (Ztracený ostrov. Kniha reportáží z okupovaného Krymu) Kniha byla přeložena do ruštiny a němčiny.

### Public Interest Journalism Lab
V roce 2020 založila Humeniuk a další ukrajinští novináři, sociologové a odborníci na komunikaci mediální organizaci Public Interest Journalism Lab (PIJL), kde společně pracují na nových přístupech k žurnalistice. Předchozí výzkumy prováděla PIJL ve spolupráci s Charkovským institutem pro sociální výzkum, Lvovským mediálním fórem a programem Arena, který společně vedli Peter Pomerantsev a Anne Applebaum.
Od začátku ruské invaze v roce 2022 se PIJL soustředí na zpravodajství z frontových linií pro mezinárodní a ukrajinská média, dokumentuje válečné zločiny v rámci projektu The Reckoning Project, poskytuje právní důkazy pro sestavení případů válečných zločinů a vytváří online kroniku ukrajinského odporu v rámci projektu Life in War. V rámci projektu The Reckoning Project napsaly Applebaum a Humeniuk článek pro The Atlantic o tom, jak ruští útočníci rozpoutali násilí na obyvatelích malých měst.
Humeniuk podávala zprávy z hlavních oblastí postižených ruskou invazí, z města Buča a z měst v charkovské, mykolajivské a chersonské oblasti. Její texty byly publikovány v časopisech The Rolling Stone, Die Zeit, The Guardian a The Washington Post.

### Další projekty
Humeniuk byla vedoucí, producentkou a šéfredaktorkou multimediálního dokumentárního projektu Našich 30 let věnovaného historii devadesátých let 20. století v podání samotných Ukrajinců. Projekt vytvořil tým PIJL u příležitosti 30. výročí nezávislosti Ukrajiny. Výsledkem bylo 9 dokumentárních filmů, 20 podcastů, speciální projekty a desítky krátkých video svědectví o tomto období, které byly zveřejněny ve vysílání a na platformách veřejnoprávních médií Ukrajiny. Humeniuk je spoluautorkou filmu o návratu krymských Tatarů z deportace.
Je členkou Rady pro svobodu slova ukrajinského prezidenta a také Rady nezávislých médií.

### Osobní život
Dne 12. srpna 2017 se Humeniuk v Minsku provdala za Petra Ruzavina, reportéra Mediazony a bývalého novináře ruského televizního kanálu Dožď.